# Čogjesa
Čogjesa (korejsky 조계사) je jihokorejský buddhistický chrám, který se nachází v centru města Soulu v části zvané Kjondži-dong, ve čtvrti Čongno-gu.
V blízkosti chrámu leží známá ulice Insa-dong a palác Kjongbokkung. Od roku 1936 je hlavním chrámem řádu Čogje. Jako takový hraje vedoucí roli v buddhistické školy Son v Jižní Koreji.
Chrám byl poprvé založen v roce 1395, na počátku dynastie Čoson, současný chrám byl postaven v roce 1910 a původně se nazýval Kakhwangsaga, během japonské nadvlády byl přejmenován na Tchegosaga a dnešní název nese od roku 1954.

## Lampiónová slavnost Jondunghö
Začátkem května se v chrámu Čogjesa a na dalších místech Soulu koná každoročně lampiónová slavnost na počest Buddhova narození. Pro tuto slavnost jsou typické lampióny představující lotosový květ a vyjadřující přání soucitu a milosrdenství světu.
Slavnost Jondunghö zahrnuje úvodní ceremoniál při rozsvícení, přehlídku lampiónů, lampiónový průvod, tradiční kulturní přehlídky a závěrečnou oslavu zvanou Yeondeungnori[zápis?]. Při náboženských ceremoniích v Koreji se lampióny používají již 1300 let.
Místa konání: chrámy Čogjesa a Pongunsa, ulice Čongno, oblast říčky Čchonggječchon.

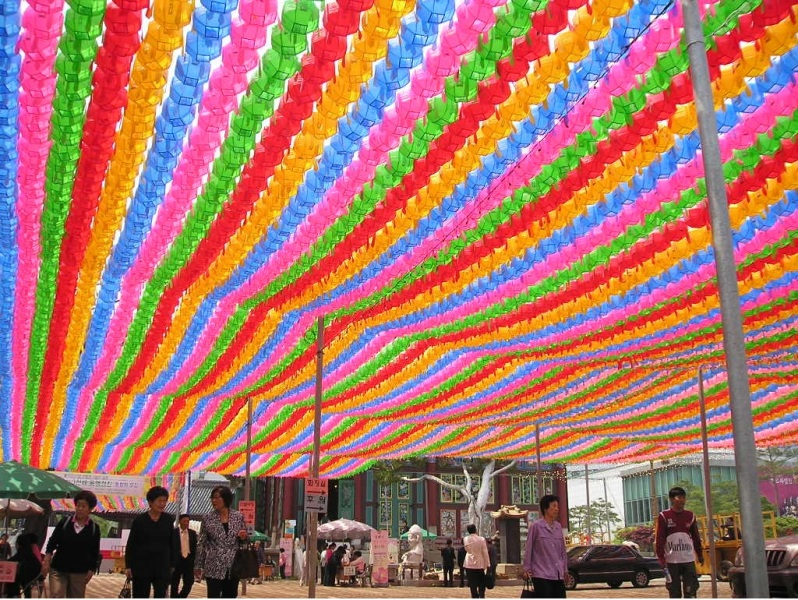
Lampiónová výzdoba